# لكهامتون

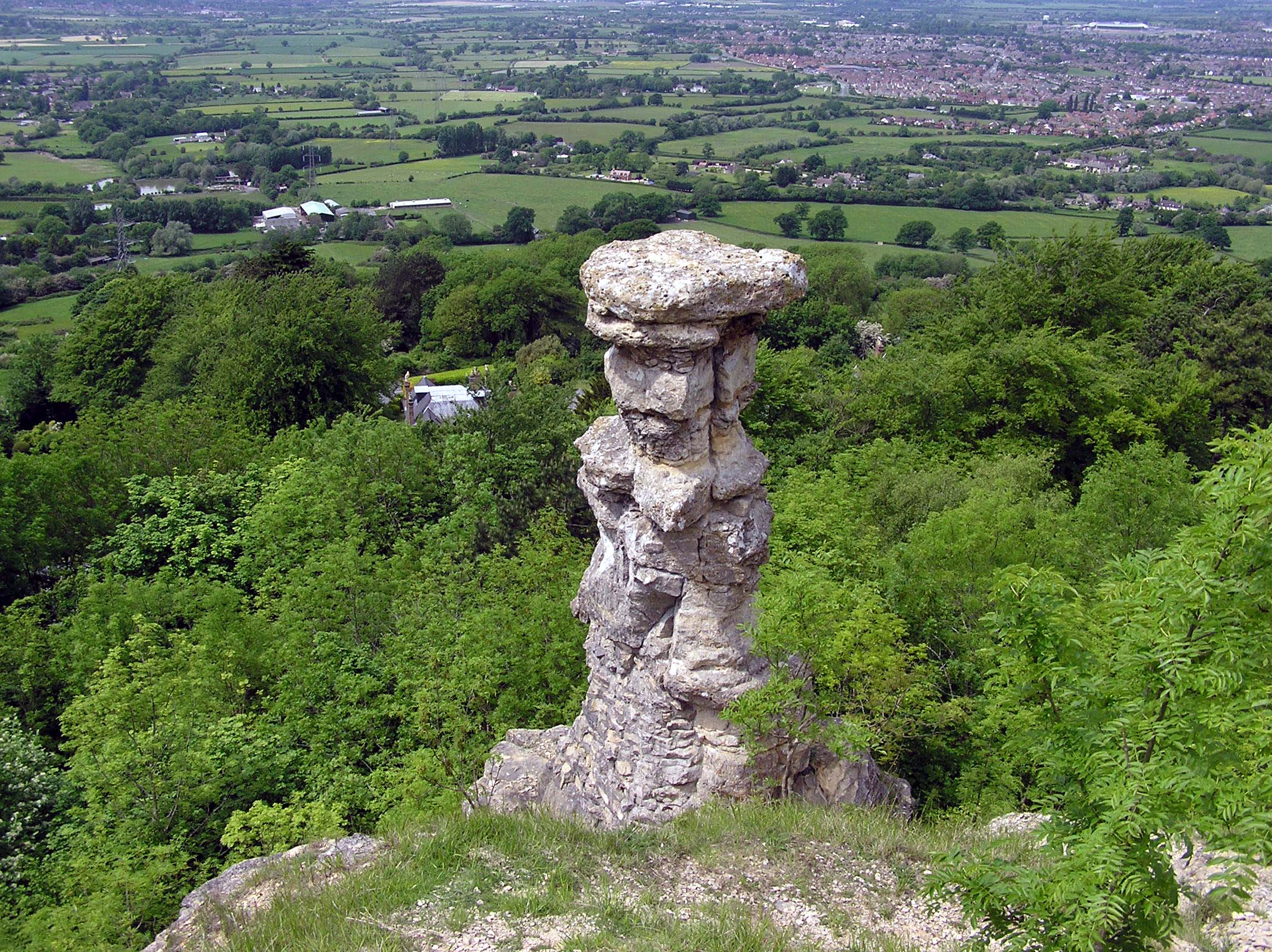
"مدخنة الشيطان" على تل لكهامتون.

لكهامتون (بالإنجليزية: Leckhampton) هي ضاحية من ضواحي شلتنهام، غلوسترشير، إنكلترا.

## تاريخ
جاء ذكر للكهامتون في كتاب ونشيستر عام 1086م. وجاء أول ذكر للمنطقة في القرن الثامن الميلادي.

### أعمال الشغب اللكهامتونية
في عام 1894، اشترى صاحب شركة مناجم محلية واسمه هنري جي دايل 26 فدان/110,000 متر مربع من تل لكهامتون. بعد شراءه للأرض، أغلق دايل كل ممرات المشاة ووضع سياجا حول كل الأرض وقال إن أي شخص يُرى على الأرض سيعامل معاملة المجرم، أغضبت هذه الإجراءات العوام ومما زادهم غضبا انه بنى بيتا ريفيا على شارع ديزي بنك، التي كانت تُحول سنويا إلى مدينة ملاهي في يوم جمعة الآلام.
وفي آذار 1902، اجتمع حشد من الناس، قيل انه وصل إلى 10,000 وهدموا الأسوار واجتمعوا في شارع ديزي بنك وهدموا البيت الذي بناه دايل. اعتقل زعماء المجموعة وتم سجنهم في سجن غلوستر. أعاد هنري جي دايل بناء بيت له في نفس المكان لكن في عام 1906 اجتمع حشد آخر كبير وكسورا السياج وكانت نيتهم تدمير البيت إلى أن واجهوا مأمور البلدة (G. B. Witts) ومعه عدد من الشرطة. قرأ مأمور البلدة قانون الشغب (1714) واعتقل، للمرة الثانية، زعماء العصابة وقذفوا في السجن.
كان يلتقي زعماء العصابة في نُزُل مالفيرن (Malvern Inn)، وبها الآن لوحة تذكارية تؤرخ الحادثة. وفي سنة 1929، قرر مجلس بلدية شلتنهام شراء الأرض وفتحها للعوام من جديد.

## الجغرافيا
تقع لكهامتون حوالي ميل ونصف الميل (ثلاث كيلومترات) جنوب شلتنهام.
بها تلة تدعى تل لكهامتون (بالإنجليزية: Leckhampton Hill) وبها مجسم مصنوع من حجر الكلس تسمى مدخنة الشيطان (بالإنجليزية: Devil's Chimney), تقع على مقلع سابق.
بجنوب لكهامتون تقع منطقة سكنية صغيرة، تدعي بلي (Pilley).